# آورزماخر
آورزماخر بخشی از منطقهء کلاینن بلیتر دورف در شهرستان ساربروکن واقع در ایالت سارلند در کشور آلمان است. 